# Romeny-sur-Marne
Romeny-sur-Marne település Franciaországban, Aisne megyében. Lakosainak száma 466 fő (2022. január 1.). Romeny-sur-Marne Azy-sur-Marne, Bonneil, Charly-sur-Marne, Chézy-sur-Marne, Nogent-l’Artaud és Saulchery községekkel határos.

## Népesség
A település népessége az elmúlt években az alábbi módon változott:
| Lakosok száma | 306  | 339  | 363  | 478  | 481  | 496  | 504  | 500  | 498  | 466  |
|               | 1968 | 1982 | 1990 | 2006 | 2013 | 2015 | 2017 | 2019 | 2020 | 2022 |